# Taxigramma albina
Taxigramma albina är en tvåvingeart som först beskrevs av Boris Borisovitsch Rohdendorf 1935.  Taxigramma albina ingår i släktet Taxigramma och familjen köttflugor.
Artens utbredningsområde är Uzbekistan. Inga underarter finns listade i Catalogue of Life.